# 艾伯特 (堪薩斯州)
艾伯特（英語：Albert）是一個位於美國堪薩斯州巴頓縣的城市。

## 地方資料
艾伯特的面積為0.61平方千米，當中陸地面積為0.61平方千米，而水域面積為0.00平方千米。根據2020年美國人口普查的數據，當地共有人口132人，而人口密度為每平方千米216.39人。